# Licensed to Ill
| 전문가 평가                   | 전문가 평가 |
| 평가 점수                     | 평가 점수   |
| 출처                          | 점수        |
| ----------------------------- | ----------- |
| AllMusic                      | [ 3 ]       |
| Christgau's Record Guide      | A+          |
| Orlando Sentinel              | [ 5 ]       |
| Pitchfork                     | 7.8/10      |
| Q                             | [ 7 ]       |
| The Rolling Stone Album Guide | [ 8 ]       |
| The Source                    | 5/5         |
| Spin Alternative Record Guide | 10/10       |

《Licensed to Ill》은 미국의 힙합 그룹 비스티 보이즈의 데뷔 스튜디오 음반이다. 1986년 11월 15일, 데프 잼과 컬럼비아 레코드가 발매하였으며, 빌보드 200 차트 1위에 오른 최초의 랩 LP가 되었다. 현재까지 가장 빨리 팔린 컬럼비아 레코드의 데뷔 음반 중 하나이며, 2015년 미국에서 천만 장 이상을 판매한 것으로 미국 음반 산업 협회로부터 다이아몬드 인증을 받았다.

## 배경
비스티 보이즈는 원래 음반 제목을 《Don't Be a Faggot》으로 정하려 했으나, 컬럼비아 레코드는 이 제목이 동성애 혐오라는 이유로 음반 발매를 거부하였다. 이에 따라, 당시 비스티 보이즈의 매니저이자 데프 잼 레코딩스 대표였던 러셀 시먼스는 그룹에 다른 제목을 선택하도록 압박을 가했다. 이후 애덤 호로비츠는 이 초기 제목에 대해 사과하였다.

## 커버 아트
전면과 후면, 커버 아트에는 비스티 보이즈의 비즈니스 제트기가 산 한켠에 정면으로 충돌하면서 소멸된 조인트로 보이는 모습이 담겨 있다. 음반 커버에 대한 아이디어는 레드 제플린 전기인 《신의 망치》를 읽고 나서 이 음반의 프로듀서인 릭 루빈으로부터 나왔다. 이 커버 아트는 스티븐 비람과 월드 B. 오메스에 의해 만들어졌고, 스톰 소거슨과 오브리 파웰의 책인 《100개의 베스트 앨범 커버》에 실렸다. 이후 커버 디자인은 동료 래퍼인 에미넴이 그의 2018년 음반 《Kamikaze》의 커버를 위해 전용되었다.

## 상업적 성과
이 음반은 1987년 2월 2일, 미국 음반 산업 협회로부터 플래티넘 인증을 받았고, 결국 2015년 3월 4일, 다이아몬드 인증을 받았다. 싱글 〈Brass Monkey〉는 50만 장 이상의 판매로 골드 인증을 받았다. 2012년, 아담 요크의 사망으로 비스티 보이즈의 음반 판매량이 급증한 다음 주에, 《빌보드》 카탈로그 음반 차트에서 《Licensed to Ill》은 1위에 올랐다. 이 음반은 또한 빌보드 200 차트에 18위로 다시 진입했다.

## 곡 목록
모든 곡들은 특별한 언급이 없는 한 비스티 보이즈와 릭 루빈에 의해 작사/작곡하였다.
| #   | 제목                       | 작사·작곡                                            | 재생 시간 |
| --- | -------------------------- | ---------------------------------------------------- | --------- |
| 1.  | 〈Rhymin & Stealin〉       |                                                      | 4:08      |
| 2.  | 〈The New Style〉          |                                                      | 4:35      |
| 3.  | 〈She's Crafty〉           |                                                      | 3:35      |
| 4.  | 〈Posse in Effect〉        |                                                      | 2:26      |
| 5.  | 〈Slow Ride〉              |                                                      | 2:57      |
| 6.  | 〈Girls〉                  |                                                      | 2:14      |
| 7.  | 〈Fight for Your Right〉   |                                                      | 3:27      |
| 8.  | 〈No Sleep till Brooklyn〉 |                                                      | 4:07      |
| 9.  | 〈Paul Revere〉            | 애덤 호로비츠, 대릴 맥다니엘스, 릭 루빈, 조셉 시먼스 | 3:41      |
| 10. | 〈Hold It Now, Hit It〉    |                                                      | 3:26      |
| 11. | 〈Brass Monkey〉           |                                                      | 2:37      |
| 12. | 〈Slow and Low〉           | 맥다니엘스, 루빈, 시먼스                             | 3:38      |
| 13. | 〈Time to Get Ill〉        |                                                      | 3:37      |

## 인증
| 국가                       | 인증        | 판매량/출하량 |
| -------------------------- | ----------- | ------------- |
| 캐나다 (뮤직 캐나다)       | 2× 플래티넘 | 200,000^      |
| 영국 (BPI)                 | 골드        | 100,000^      |
| 미국 (RIAA)                | 다이아몬드  | 10,000,000^   |
| ^출하량을 기반으로 한 인증 |             |               |